# Suomen maavoimat
Il Suomen Maavoimat (Esercito Finlandese) è la componente terrestre delle forze di difesa finlandesi, nata nel 1918 all'atto dell'indipendenza della Finlandia.

## Storia
Essendo in passato la Finlandia un granducato dell'Impero russo, i finlandesi servirono per secoli nelle forze armate russe, fino alla russificazione forzata della fine del XIX secolo, in cui si rifiutarono di servire in armi lo zar e la leva venne sostituita da una tassa annua. Durante la prima guerra mondiale gli Jäger vennero addestrati dai tedeschi e divennero una delle parti che si scontrarono durante la guerra civile finlandese; altre componenti furono le Guardie bianche di ispirazione anticomunista e conservatrice e le Guardie rosse di ispirazione comunista. Jäger e Guardie bianche combatterono, assistiti dall'Impero germanico uniti contro queste ultime assistite invece dall'Armata Rossa, con la sconfitta finale e la fuga dei filocomunisti; dalle Guardie bianche nacque di fatto l'esercito finlandese nel 1919, nel senso che molti di loro vennero accettati nei ruoli ma la Guardia bianca continuò ad esistere come forza paramilitare e guardia civica.
L'esercito finlandese combatté durante la guerra d'inverno contro l'invasione sovietica, senza riuscire a contrastare fino in fondo le forze attaccanti pur avendo conseguito importanti successi tattici ma sopraffatto dall'inferiorità numerica e di armamento. La guerra di continuazione vide durante la seconda guerra mondiale le truppe finniche al fianco dei tedeschi contro l'Unione Sovietica nel tentativo di ricuperare il territorio sottratto precedentemente dai sovietici, ma alla fine, prima della sconfitta della Germania nazista, i finlandesi chiesero l'armistizio agli Alleati e vi furono combattimenti tra truppe finniche e tedesche sul suolo finlandese, noti come Guerra di Lapponia.

## Struttura e organizzazione

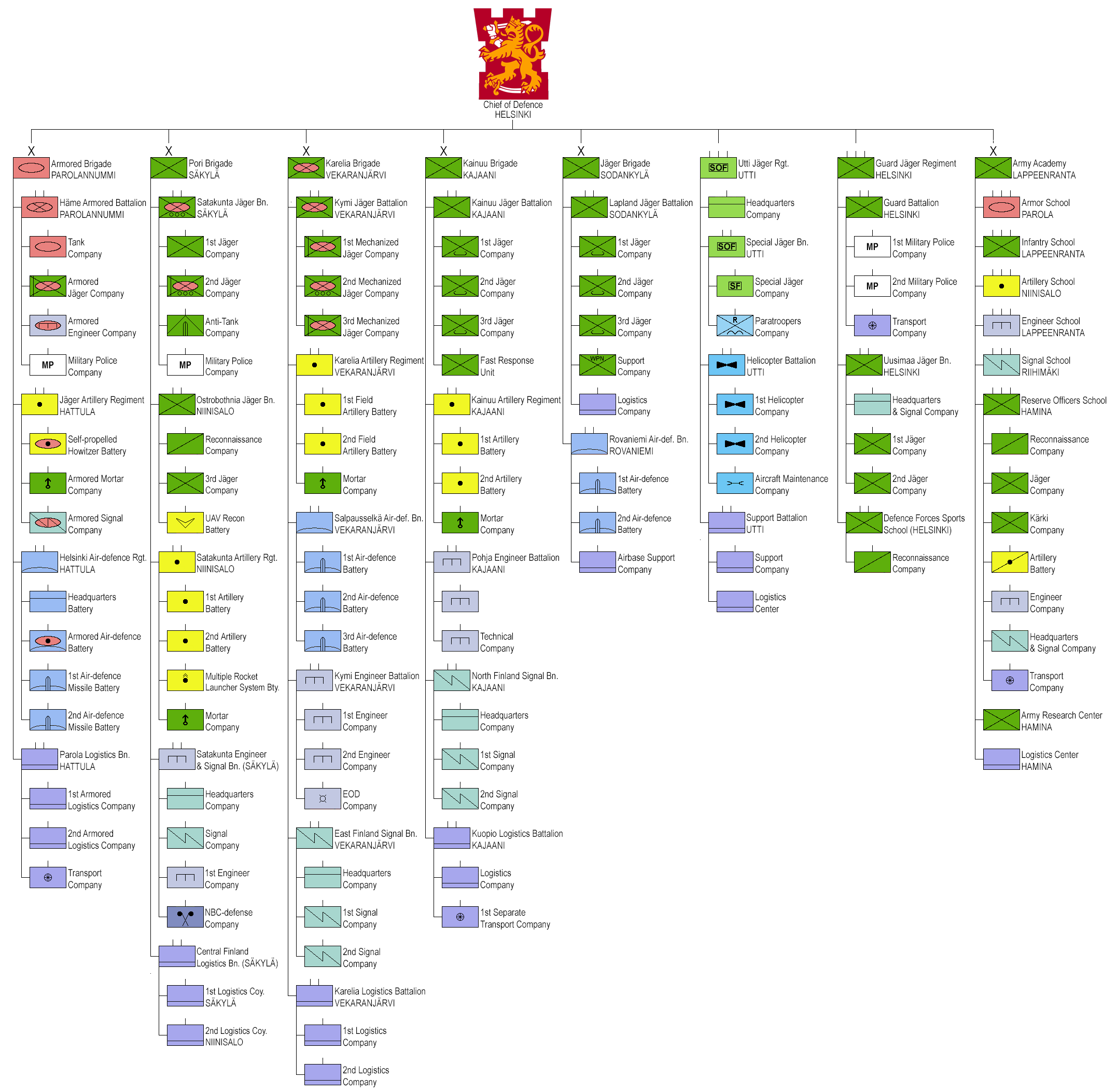
Organizzazione in tempo di pace dell'esercito finlandese

In tempo di pace l'esercito finlandese è organizzato in otto grandi unità. Due di queste, l'Accademia dell'Esercito e il Reggimento Jaeger Utti, non dispongono di uffici subordinati a livello regionale, mentre le altre sei hanno uno o più uffici regionali sottostanti. In caso di necessità questi uffici costituiscono il quartier generale di brigate regionali e si occupano del reclutamento dei battaglioni locali a livello provinciale. In tempo di guerra l'esercito regolare può essere portato fino a una forza di 61.000 uomini, a cui sia aggiungono i 176.000 delle Forze Territoriali.
Le unità in servizio attivo sono le seguenti:
- Brigata Corazzata (Hattula e Riihimäki)
- Brigata Pori (Säkylä e Kankaanpää)
- Brigata Carelia (Valkeala)
- Brigata Kainuu (Kajaani)
- Brigata Jaeger (Sodankylä e Rovaniemi)
- Reggimento Jaeger Guardie (Helsinki)
- Reggimento Jaeger Utti (Kouvola)
- Accademia dell'Esercito (Lappeenranta e Hamina)

## Equipaggiamento

### Armi individuali
| Modello                     | Immagine | Tipo                           | Calibro              | Origine                        | Note |
| Pistole                     | Pistole  | Pistole                        | Pistole              | Pistole                        | Pistole |
| --------------------------- | -------- | ------------------------------ | -------------------- | ------------------------------ | --- |
| FN HP-DA                    |          | Pistola semiautomatica         | 9 × 19 mm Parabellum | Belgio                         | Pistola d'ordinanza. |
| SIG Sauer P226              |          | Pistola semiautomatica         | 9 × 19 mm Parabellum | Svizzera                       | [ 6 ] |
| SIG Sauer P225              |          | Pistola semiautomatica         | 9 × 19 mm Parabellum | Svizzera                       | Variante compatta della P226. |
| Walther P99                 |          | Pistola semiautomatica         | 9 × 19 mm Parabellum | Germania                       | In dotazione alle forze speciali e alla polizia militare. |
| Glock 17                    |          | Pistola semiautomatica         | 9 × 19 mm Parabellum | Austria                        | Pistola d'ordinanza insieme alla HP-DA. |
| Pistole mitragliatrici      |          |                                |                      |                                | |
| Heckler & Koch MP5          |          | Pistola mitragliatrice         | 9 × 19 mm Parabellum | Germania                       | [ 9 ] |
| Fucili d'assalto            |          |                                |                      |                                | |
| RK 62                       |          | Fucile d'assalto               | 7,62 × 39 mm         | Finlandia                      | Fucile d'ordinanza, impiegato nelle versioni RK 62, RK 62 TP, RK 62 76, RK 62 M1 e RK 62 M2.                                                                                               |
| RK 95 TP                    |          | Fucile d'assalto               | 7,62 × 39 mm         | Finlandia                      | [ 11 ] |
| FN SCAR-L                   |          | Fucile d'assalto               | 5,56 × 45 mm NATO    | Belgio                         | Usato dalle forze speciali. |
| AK-47                       |          | Fucile d'assalto               | 7,62 × 39 mm         | Unione Sovietica               | Designato RK 54 e RK 54 TP nella versione con calcio pieghevole. Acquistato per introdurre nuovi fucili d'assalto in attesa dell'ingresso in servizio dell'RK 62, ad oggi sono in riserva. |
| Type 56                     |          | Fucile d'assalto               | 7,62 × 39 mm         | Cina                           | Designato RK 56 TP, in riserva. |
| MPi-KM                      |          | Fucile d'assalto               | 7,62 × 39 mm         | Germania Est                   | Designato RK 72 e RK 72 TP, quest'ultima versione è in dotazione agli equipaggi dei mezzi corazzati.                                                                                       |
| Fucili a canna liscia       |          |                                |                      |                                | |
| Remington 870               |          | Fucile a pompa                 | Calibro 12           | Stati Uniti                    | [ 16 ] |
| Mitragliatrici              |          |                                |                      |                                | |
| Kk 62                       |          | Mitragliatrice leggera         | 7,62 × 39 mm         | Finlandia                      | [ 17 ] |
| PKM                         |          | Mitragliatrice media           | 7,62 × 53 mm R       | Unione Sovietica               | [ 18 ] |
| FN MAG                      |          | Mitragliatrice ad uso generale | 7,62 × 51 mm NATO    | Belgio                         | Anche montata sulla torretta dei Leopard 2. |
| Rheinmetall MG 3            |          | Mitragliatrice ad uso generale | 7,62 × 51 mm NATO    | Germania                       | Utilizzata anche su mezzi corazzati. |
| NSV                         |          | Mitragliatrice pesante         | 12,7 × 108 mm        | Unione Sovietica               | Utilizzata anche su mezzi corazzati. |
| Fucili di precisione        |          |                                |                      |                                | |
| SVD Dragunov                |          | Fucile di precisione           | 7,62 × 53 mm R       | Unione Sovietica               | [ 22 ] |
| 7.62 TKIV 85                |          | Fucile di precisione           | 7,62 × 53 mm R       | Finlandia                      | [ 23 ] |
| Sako TRG-42                 |          | Fucile di precisione           | .338 Lapua           | Finlandia                      | [ 24 ] |
| 7.62 KIV 23                 |          | Designated marksman rifle      | 7,62 × 51 mm NATO    | Finlandia                      | Ordinati nel 2021, l'ingresso in servizio è previsto per il 2023. |
| 7.62 TKIV 23                |          | Fucile di precisione           | 7,62 × 51 mm NATO    | Finlandia                      | Ordinati nel 2021, l'ingresso in servizio è previsto per il 2023. |
| Barrett M82                 |          | Fucile anti-materiale          | 12,7 × 99 mm NATO    | Stati Uniti                    | [ 26 ] |
| Lanciagranate e lanciarazzi |          |                                |                      |                                | |
| Heckler & Koch HK69A1       |          | Lanciagranate                  | 40 mm                | Germania                       | [ 27 ] |
| Heckler & Koch GMW          |          | Lanciagranate automatico       | 40 mm                | Germania                       | Installato anche su mezzi corazzati. |
| M72 LAW                     |          | Lanciagranate anticarro        | 66 mm                | Stati Uniti Norvegia Finlandia | Prodotti in Norvegia da Nammo. Designati 66 KES 88 (M72A5), 66 KES 12 (M72 EC) e 66 KES 12 RAK (M72 ASM RC).                                                                               |
| AT4                         |          | Lanciagranate anticarro        | 84 mm                | Svezia                         | [ 29 ] |
| Apilas                      |          | Lanciagranate anticarro        | 112 mm               | Francia                        | [ 30 ] |
| Carl Gustav                 |          | Cannone senza rinculo          | 84 mm                | Svezia                         | [ 29 ] |

### Artiglieria
| Modello                | Immagine  | Calibro   | Origine              | In servizio | Note |
| Semoventi              | Semoventi | Semoventi | Semoventi            | Semoventi   | Semoventi |
| ---------------------- | --------- | --------- | -------------------- | ----------- | --- |
| 2S1 Gvozdika           |           | 122 mm    | Unione Sovietica     | 36          | 72 acquistati dalla Germania nel 1992 e nel 1994, designati 122 PSH 74. |
| K9 Thunder             |           | 155 mm    | Corea del Sud        | 13          | 48 acquistati di seconda mano dalla Corea del Sud nel 2017, seguiti da altri 5 di seconda mano nel 2021. Designati 155 PSH K9 FIN.                                                        |
| Obici                  |           |           |                      |             | |
| 122 mm D-30            |           | 122 mm    | Unione Sovietica     | 471         | Designato H 63. Acquistati dall'Unione Sovietica tra gli anni '60 e '80 e dalla Germania negli anni '90.                                                                                  |
| 2A36 Giatsint-B        |           | 152 mm    | Unione Sovietica     | 24          | Designati 152 K 89. |
| 155 K 83               |           | 155 mm    | Finlandia            | 107         | |
| 155 K 98               |           | 155 mm    | Finlandia            | 54          | |
| MRL                    |           |           |                      |             | |
| RM-70                  |           | 122 mm    | Cecoslovacchia       | 34          | |
| MLRS                   |           | 227 mm    | Stati Uniti          | 40          | 22 acquistati di seconda mano dai Paesi Bassi nel 2006, 6 dagli Stati Uniti nel 2014. 12 esemplari, acquistati dalla Danimarca nel 2013, sono utilizzati esclusivamente per scuola guida. |
| Mortai                 |           |           |                      |             | |
| 81 KRH 71 Y            |           | 81 mm     | Finlandia            | ?           | [ 39 ] |
| 120 KRH 92             |           | 120 mm    | Finlandia            | 261         | |
| Patria AMOS            |           | 120 mm    | Finlandia            | 18          | Portamortaio con due pezzi da 120 mm su scafo Patria AMV. |
| KRH TEKA               |           | 120 mm    | Finlandia            | 27          | Versione portamortaio del Sisu Nasu con un 120 KRH 92 e 12 munizioni. |
| BV 81 KRH              |           | 81 mm     | Svezia Finlandia     | ?           | Versione portamortaio del Bandvagn 206 con un 81 KRH 91 Y. |
| ATARV TEKA             |           | -         | Finlandia            | 14          | Veicolo portamunizioni per il KRH TEKA. |
| Artiglieria contraerea |           |           |                      |             | |
| 23 ItK 61 ItK 95       |           | 23 mm     | Unione Sovietica     | >900        | L'ItK 95 è una versione modernizzata con stabilizzatore giroscopico, un telemetro laser e una APU.                                                                                        |
| 35 ItK 88              |           | 35 mm     | Svizzera             | 16          | |
| Leopard 2 ItK Marksman |           | 35 mm     | Regno Unito Germania | 7           | Sistema Marksman su scafo di leopard 2A4, in precedenza installato su scafi di T55. |

### Veicoli
| Modello                                 | Immagine     | Tipo                                         | Origine                    | In servizio  | Note |
| Carri armati                            | Carri armati | Carri armati                                 | Carri armati               | Carri armati | Carri armati |
| --------------------------------------- | ------------ | -------------------------------------------- | -------------------------- | ------------ | --- |
| Leopard 2A4                             |              | Carro armato da combattimento                | Germania                   | 100          | 124 acquistati di seconda mano dalla Germania nel 2002. |
| Leopard 2A6                             |              | Carro armato da combattimento                | Germania                   | 100          | 100 acquistati di seconda mano dai Paesi Bassi nel 2014. |
| Veicoli da combattimento della fanteria |              |                                              |                            |              | |
| BMP-2 BMP-2MD                           |              | IFV                                          | Unione Sovietica Finlandia | 110          | Saranno tutti aggiornati a BMP-2MD. |
| CV9030                                  |              | IFV                                          | Svezia                     | 102          | |
| Veicoli trasporto truppe                |              |                                              |                            |              | |
| MT-LBV                                  |              | APC anfibio                                  | Unione Sovietica           | 320          | Acquistati dall'Unione Sovietica nel 1988; altri 147 acquistati nel 2011 dalla Svezia, che a sua volta li aveva acquistati dalla Germania nel 1993.                                      |
| Patria Pasi XA-180 Patria Pasi XA-185   |              | APC anfibio                                  | Finlandia                  | 476          | |
| Patria Pasi XA-203                      |              | APC                                          | Finlandia                  | 48           | |
| Patria XA-360                           |              | APC                                          | Finlandia                  | 62           | |
| Patria 6×6                              |              | APC                                          | Finlandia                  | 0            | Lettera di intenti per 160 esemplari sottoscritta in agosto 2021, 3 veicoli di pre-serie acquistati a gennaio 2022 per essere sottoposti a test a partire dall'estate dello stesso anno. |
| RG-32M                                  |              | MRAP                                         | Sudafrica                  | 74           | |
| Sisu GTP                                |              | MRAP                                         | Finlandia                  | 2            | 6 acquistati nel 2020 per essere sottoposti a prove. |
| MT-LBu                                  |              | Veicolo di comando e da ricognizione anfibio | Unione Sovietica           | 74           | Acquistati dall'Unione Sovietica nel 1988; altri 147 acquistati nel 2011 dalla Svezia, che a sua volta li aveva acquistati dalla Germania nel 1993.                                      |
| Patria Pasi XA-202                      |              | Veicolo di comando                           | Finlandia                  | 111          | |
| Veicoli per usi speciali                |              |                                              |                            |              | |
| BMP-1TJ                                 |              | Veicolo da osservazione                      | Unione Sovietica Finlandia | 10           | BMP-1 modificato localmente sostituendo la torretta con equipaggiamento da osservazione.                                                                                                 |
| BMP-1TJJ                                |              | Veicolo da osservazione                      | Unione Sovietica Finlandia | 24           | |
| Pionierpanzer 2 Dachs                   |              | Veicolo del genio                            | Germania                   | 5            | |
| Bergepanzer 2                           |              | Veicolo corazzato da recupero                | Germania                   | 9            | |
| MTP-LB                                  |              | Veicolo corazzato da recupero                | Unione Sovietica           | 15           | |
| VT-55                                   |              | Veicolo corazzato da recupero                | Unione Sovietica           | 12           | |
| BLG-60M2                                |              | Veicolo gettaponte                           | Germania Est               | 22           | |
| Sisu E15TP Leguan                       |              | Veicolo gettaponte                           | Germania Finlandia         | 9            | |
| Leopard 2L                              |              | Veicolo gettaponte                           | Germania Finlandia         | 6            | Scafo di Leopard 2A4 con ponte Leguan installato in Finlandia. |
| Sisu RA-140 DS                          |              | Veicolo per lo sminamento                    | Finlandia                  | ?            | |
| Leopard 2R                              |              | Veicolo per lo sminamento                    | Germania                   | 6            | [ 53 ] |
| KMT T-55                                |              | Veicolo per lo sminamento                    | Unione Sovietica           | 9            | 9 T-55M con dispositivo meccanico KMT 5 M. |
| Patria Pasi XA-185ST                    |              | Veicolo per la difesa NBCR                   | Finlandia                  | ?            | |
| PUJO                                    |              | Veicolo di decontaminazione NBCR             | Svezia Finlandia           | 20           | [ 54 ] |
| Veicoli utility                         |              |                                              |                            |              | |
| Yamaha WR250                            |              | Motocicletta                                 | Giappone                   |              | |
| Mercedes-Benz Classe G                  |              | Veicolo multiruolo corazzato                 | Germania                   |              | In versione autovettura, cassonata e ambulanza. |
| Volkswagen Transporter                  |              | Veicolo multiruolo                           | Germania                   |              | |
| Mercedes-Benz Sprinter                  |              | Veicolo multiruolo                           | Germania                   |              | Anche in versione ambulanza. |
| Land Rover Defender                     |              | Veicolo multiruolo                           | Regno Unito                |              | Anche in versione ambulanza. |
| Toyota Hilux                            |              | Automobile                                   | Giappone                   |              | |
| Bandvagn 206 D6N                        |              | All-terrain vehicle                          | Svezia                     |              | Utilizzati come trasporto truppe e merci, ambulanza, veicolo di comunicazione. |
| Bandvagn 308                            |              | All-terrain vehicle                          | Svezia                     |              | Versione corazzata del Bandvagn 206. |
| Sisu Nasu                               |              | All-terrain vehicle                          | Finlandia                  |              | [ 55 ] |
| Autocarri                               |              |                                              |                            |              | |
| Unimog                                  |              | Autocarro multiruolo                         | Germania                   |              | |
| Mercedes-Benz Actros                    |              | Autocarro                                    | Germania                   |              | |
| Mercedes-Benz Zetros                    |              | Autocarro                                    | Germania                   |              | |
| Saurus FLC 3                            |              | Autopompa                                    | Germania Finlandia         |              | |
| Scania G460                             |              | Autocarro                                    | Svezia                     |              | [ 56 ] |
| Scania G480                             |              | Autocarro                                    | Svezia                     |              | |
| Scania G490                             |              | Autocarro                                    | Svezia                     |              | |
| Scania P370                             |              | Autopompa                                    | Svezia                     |              | |
| Scania R114                             |              | Autocarro                                    | Svezia                     |              | |
| Scania R470                             |              | Autocarro                                    | Svezia                     |              | |
| Scania R500                             |              | Autocarro                                    | Svezia                     |              | |
| Sisu A2045                              |              | Autocarro                                    | Finlandia                  |              | [ 57 ] |
| Sisu E11T                               |              | Autocarro                                    | Finlandia                  |              | Sia 6×6 che 8×8, nelle versioni da trasporto, cisterna, autobotte e portamunizioni. |
| Sisu E13TP                              |              | Autocarro                                    | Finlandia                  |              | |
| Sisu SA-130                             |              | Autocarro                                    | Finlandia                  |              | |
| Sisu SA-150                             |              | Autocarro                                    | Finlandia                  |              | |
| Sisu SA-151                             |              | Autocarro                                    | Finlandia                  |              | |
| Sisu SA-240                             |              | Autocarro                                    | Finlandia                  |              | |
| Sisu SA-241                             |              | Autocarro                                    | Finlandia                  |              | |
| Sisu SK181                              |              | Autocarro                                    | Finlandia                  |              | |
| Leyland DAF DROPS                       |              | Autocarro                                    | Paesi Bassi Regno Unito    |              | Acquistati di seconda mano dal Regno Unito tra il 2017 e il 2021. |

### Mezzi Aerei
Sezione aggiornata annualmente in base al World Air Force di Flightglobal del corrente anno. Tale dossier non contempla UAV, aerei da trasporto VIP ed eventuali incidenti accorsi durante l'anno della sua pubblicazione. Modifiche giornaliere o mensili che potrebbero portare a discordanze nel tipo di modelli in servizio e nel loro numero rispetto a WAF, vengono apportate in base a siti specializzati, periodici mensili e bimestrali. Tali modifiche vengono apportate onde rendere quanto più aggiornata la tabella.
| Aeromobile                     | Origine                             | Tipo                                       | Versione (denominazione locale) | In servizio (2024) | Note | Immagine |
| Elicotteri                     |                                     |                                            |                                 |                    | |          |
| NHIndustries NH90              | Italia Francia Germania Paesi Bassi | elicottero utility                         | NH90 TTH                        | 20                 | 20 NH90 TTH ordinati nel 2001, con consegne avvenute tra il 2008 ed il luglio del 2015. Assemblati localmente da Patria. |          |
| MD Helicopters MD 500          | Stati Uniti                         | elicottero da addestramento e ricognizione | MD 500D MD 500E                 | 7                  | 5 MD 500E trasferiti dall'Aeronautica nel 1997, altri MD 500D acquistati negli anni 2000.                                |          |
| Aeromobili a pilotaggio remoto |                                     |                                            |                                 |                    | |          |
| RUAG Ranger                    | Svizzera                            | UAV                                        | ADS 95                          | 11                 | |          |
| Aeronautics Defense Orbiter    | Israele                             | UAV                                        | Orbiter 2B                      | 55                 | Ordinati nel 2012 e consegnati tra il 2014 e il 2016.                                                                    |          |

### Missili
| Modello           | Immagine          | Tipo                                          | Origine            | Note                                                 |
| Missili anticarro | Missili anticarro | Missili anticarro                             | Missili anticarro  | Missili anticarro                                    |
| ----------------- | ----------------- | --------------------------------------------- | ------------------ | ---------------------------------------------------- |
| NLAW              |                   | Missile guidato dalla linea di vista prevista | Svezia Regno Unito | [ 66 ]                                               |
| Spike             |                   | Missile a guida infrarossa                    | Israele Germania   | Prodotti in Germania da EuroSpike.                   |
| BGM-71 TOW        |                   | Missile filoguidato                           | Stati Uniti        |                                                      |
| Missili antiaerei |                   |                                               |                    |                                                      |
| FIM-92 Stinger    |                   | MANPADS                                       | Stati Uniti        | [ 68 ]                                               |
| ItO 05            |                   | Sistema SAM a corto raggio                    | Germania Svezia    | 16 sistemi installati su Unimog 5000.                |
| ItO 90M           |                   | Sistema SAM a corto raggio                    | Francia Finlandia  | 20 sistemi Crotale installati su Patria Pasi XA-180. |
| ItO 12            |                   | Sistema SAM a corto raggio                    | Norvegia           | 24 sistemi installati su Sisu E13TP.                 |

### Altri riferimenti
- Department of Military Art and Engineering, US Military Academy, Soviet Finnish War, 1939-1940, West Point, New York, 1948, ISBN non esistente.
- Gregory J. Bozek, C. Armor, The Soviet-Finnish War, 1939-1940. Getting the Doctrine Right, Fort Leavenworth, Kansas, School of Advanced Military Studies, United States Army Command and General Staff College, 1992-1993, ISBN non esistente.
- Allen F. Chew, The Destruction of the Soviet 44th Motorized Rifle Division, in Fighting the Russians in Winter. Three Case Studies, Leavenworth Papers No. 5, Fort Leavenworth, Kansas, Combat Studies Institute, U.S. Army Command and General Staff College, 1981,  pp. 17-30, ISBN non esistente.
- Eero Elfvengren, Merisota talvisodassa, in Talvisodan pikkujättiläinen, Söderström, 1999, ISBN 951-0-23536-9.
- Eloise Engle, Lauri Paananen, The Winter War: the Soviet attack on Finland, 1939-1940, Harrisburg, PA, Stackpole Books, 1992, ISBN 0-8117-2433-6.
- Osmo Jussila, Seppo Hentilä, Jukka Nevakivi, From Grand Duchy to Modern State: A Political History of Finland Since 1809, Londra, C. Hurst & Co. Publishers, 1999, ISBN 1-85065-528-6.
- Antti Juutilainen, Talvisodan pikkujättiläinen, Söderström, 1999,  p. 825, ISBN 951-0-23536-9.
- Jouni Keravuori, The Russo-Finnish War 1939-1940: a Study in Leadership, Training, and Esprit-de-Corps, Carlisle Barracks PA, US Army War College, 1985, ISBN non esistente.
- Tiina Kinnunen, Ville Kivimäki, Finland in World War II: History, Memory, Interpretations, Leiden, Paesi Bassi, BRILL, 2012, ISBN 90-04-20894-1.
- Robert D. Lewallen, The Winter War: The United States And The Impotence of Power, Alyssiym Publications/Lulu.com, 2010, ISBN 0-557-73812-1.
- Massimo Longo Adorno, La guerra d'inverno: Finlandia e Unione Sovietica, 1939-1940, FrancoAngeli, 2010, ISBN 88-568-1071-9.
- Henrik Olai Lunde, Finland's War of Choice: The Troubled German-Finnish Coalition in World War II, Havertown, PA, Casemate Publishers, 2011, ISBN 1-935149-48-2.
- Charles Leonard Lundin, Finland in the Second World War, Bloomington, Indiana University Press, 1957, ISBN non esistente.
- Carl Gustaf Mannerheim, The Memoirs of Marshal Mannerheim, traduzione di Court Eric Lewenhaupt, New York, Dutton, 1954, ISBN non esistente.
- Indro Montanelli, I cento giorni della Finlandia, Milano, Garzanti, 1940, ISBN non esistente.
- Oleg Aleksandrovič Ržeševskij, Stalin and the Soviet-Finnish War: 1939-1940, Routledge, 2002, ISBN 0-7146-5203-2.
- Hugh Shearman, Finland: The Adventures of a Small Power, New York, Frederick A. Praeger, 1950, ISBN non esistente.
- Väinö Tanner, The Winter War: Finland Against Russia, 1939-1940, Stanford, CA, Stanford University Press, 1957, ISBN non esistente.
- William R. Trotter, The Winter war: The Russo–Finnish War of 1939–40, Londra, Workman Publishing Company, 1991, ISBN 1-85410-881-6.